# Cronologia di Torregrotta
Di seguito è riportata una cronologia della storia della città di Torregrotta, in Sicilia.

## Età Antica
- IV secolo a.C. - Si sviluppano piccoli insediamenti rurali di contadini[1].
- II secolo a.C. - I romani creano dei latifondi e, con molto probabilità, un insediamento abitativo permanente[2].
- 36 a.C. - Marco Vipsanio Agrippa, ammiraglio di Ottaviano, sconfigge la flotta di Sesto Pompeo nella battaglia di Nauloco[3].

## Medioevo
- VI secolo - L’imperatore bizantino Giustiniano I concede il territorio ad un cortigiano che edifica un Casale: l’insediamento abitativo e i terreni agricoli circostanti sono denominati Casale del Conte (Casale Comitis)[4][5].
- 870 - I Saraceni conquistano il Casale del Conte radendolo al suolo e si insediano nell’attuale contrada Radali. Il villaggio e l’area circostante sono chiamati Rachal Elmelum[4].
- 1168 - In marzo il Re normanno di Sicilia Guglielmo II e la madre Regina Margherita di Navarra concedono e donano al monastero benedettino di Santa Maria della Scala di Messina l'antico Casale del Conte[6][7]: nasce il feudo di Santa Maria della Scala o feudo Scala[8].
- 1196 - Il 13 gennaio la Regina Costanza, per scongiurare che il Casale venisse sottratto alle monache, riconferma la donazione[9].
- 1209 - In agosto Federico II conferma le precedenti donazioni[10].
- 1220 - Federico II revoca di tutti i privilegi feudali da lui concessi fino a quel momento[11].
- 1221 - L'11 luglio Federico II riconferma per la seconda volta l'elargizione del Casale Comitis al monastero di Santa Maria della Scala[10].
- 1267 - Il 10 giugno il legato pontificio in Sicilia, Cardinale Rodolfo de Chevrières, emette la sentenza in cui stabilisce la restituzione alle monache del feudo che nel frattempo era stato usurpato da alcuni laici[11][12].
- 1289 - Il 3 aprile la suore di Santa Maria della Scala rientrano effettivamente in possesso del Casale in conseguenza di una sentenza della Magna Regia Curia[11].
- XIV secolo - Nasce il feudo di Rocca che si affiancherà al feudo di Santa Maria della Scala nella gestione del territorio[13]. Il Casale nel feudo Scala inizia a spopolarsi[14].
- XV secolo - Il feudo di Santa Maria della Scala è in stato di abbandono[12].

## Età moderna
- 1509 - Il 15 giugno il nobile spagnolo Andrea Valdina acquista il feudo di Rocca[13].
- 1526 - Il 9 ottobre l'imperatore Carlo V emana una Licentia populandi nella quale autorizza la riedificazione e il ripopolamento dell'antico Casale nel feudo Scala prevedendo la costruzione di opere difensive, ovvero di un Castrum o di una torre[15][11][12].
- 1585 - Prima citazione in un documento della contrada Grotta[16].
- XVII secolo - Viene edificata la chiesa di Maria Santissima della Pietà[17]. L’economia del Casale, con la produzione del baco da seta, è strettamente legata a quella di Rocca poiché i Valdina commercializzano i prodotti serici[18][19].
- 1650 - Viene realizzato il portale Merlato[18].
- 1743 - Un’epidemia di peste sconvolge il Casale nel feudo Scala e tutti i feudi circostanti[19].

## Età contemporanea

### XIX secolo
- 1812 - il re borbone Ferdinando IV abolisce i privilegi feudali e quindi tutti i feudi del regno[20] compresi il feudo di Santa Maria della Scala e il feudo di Rocca.
- 1815 - Il 27 dicembre il Casale viene per la prima volta indicato in un documento ufficiale come Torre[21].
- 1816 - L'ex feudo di Roccavaldina viene tramutato in Comune inglobando anche l'ex feudo di Santa Maria della Scala[12]: Torre diviene sottocomune di Rocca[22].
- 1817 - Viene realizzata la pavimentazione del fondo stradale dell'intera via Maddalena[23].
- 1828 - Viene fondata la Confraternita di San Rocco[24].
- 1833 - Costruzione dell'acquedotto che dalla contrada Maddalena termina a Torre[25].
- 1839 - Una disastrosa alluvione allaga tutti i terreni della contrada Grotta[26].
- 1840 - Vengono realizzate le opere di contenimento idraulico del torrente Bagheria[26].
- 1852 - Il 12 ottobre l'arcivescovo di Messina, monsignor Francesco Di Paola, eleva a sacramentale la chiesa di Maria Santissima della Pietà, ma solo per i sacramenti di urgenza (battesimo ed estrema unzione), e modifica il titolare della chiesa dedicandola a San Paolino Vescovo[24][27].
- 1853 - Il parroco di Torregrotta tenta di celebrare due matrimoni nella chiesa di San Paolino ma viene immediatamente bloccato dal vicario foraneo di Roccavaldina e autorevolmente redarguito dall’Arcivescovo di Messina[28].
- 1855 - Il toponimo Torre Grotta compare per la prima volta in un documento[22].
- 1862 - Con l’approvazione della legge n. 743 da parte del Parlamento Italiano, le proprietà terriere del Monastero di Santa Maria della Scala nell'omonimo ex feudo sono confiscate dallo stato e messe vendita tramite aste pubbliche[29].
- 1866 - Il 27 gennaio, con una lettera indirizzata al Vicario Capitolare dell'Arcidiocesi di Messina, i sacerdoti roccesi contestano la condotta autonomistica del parroco di Torregrotta[30].
- 1867 - Il 21 gennaio sono venduti al pubblico incanto gli ultimi otto lotti di terreno confiscati al Monastero di Santa Maria della Scala[31].

### XX secolo
- 1917 - Tentativo di tumulto dei torresi per protestare contro la ripartizione dei generi di prima necessità tra Roccavaldina e Torregrotta[32]. Il 18 luglio si dimette il delegato municipale di Torregrotta e il 3 agosto si dimette anche il Sindaco di Roccavaldina[33]. L’8 novembre viene sciolto il Consiglio Comunale roccese aprendo un periodo di grave crisi amministrativa[34].
- 1919 - Il 7 settembre viene inaugurato il monumento ai caduti[31].
- 1920 - Torregrotta supera Roccavaldina per numero di abitanti[35].
- 1921 - La chiesa di San Paolino viene elevata a parrocchia[36].
- 1922 - Grazie a due raccolte fondi tra i torresi, viene realizzato uno steccato da adibire a primo cimitero[35][37].
- 1923 - Il 21 ottobre, con il Regio Decreto n.2333, Torregrotta diventa Comune autonomo[22][38].
- 1924 - Il 20 maggio i torresi denunciano irregolarità nella stima della popolazione di Roccavaldina al censimento del 1921[35].
- 1925 - Il 22 gennaio viene consacrata e aperta al culto la chiesa del Santissimo Crocifisso e viene inaugurato l’istituto Figlie del Divino Zelo[39].
- 1926 - Sono appaltati i lavori della strada provinciale Torregrotta - Roccavaldina[40] che soppianterà l’antica via Maddalena. L’8 luglio viene nominato il primo podestà di Torregrotta: Pietro Mezzasalma[41]. Il 25 novembre il Re d'Italia approva la mappa che attribuisce l'area di territorio spettante ai comuni di Torregrotta e Roccavaldina in base al numero di abitanti al censimento del 1921[35].
- 1929 - Il 25 agosto viene posata la prima pietra per la realizzazione del palazzo comunale[42].
- 1930 - Il 23 maggio muore il podestà Pietro Mezzasalma[42].
- 1932 - Il 20 aprile è realizzato lo scorporo del catasto tra Torregrotta e Roccavaldina[43].
- 1933 - Il 4 agosto il prefetto nomina podestà Aurelio Coppolino[44].
- 1936 - Il 3 luglio viene completata la divisione dei beni, diritti ed obblighi tra i comuni di Torregrotta e Roccavaldina[45]. Il 20 luglio viene nominato podestà Antonino Magno[46].
- 1941 - Il prefetto riconferma il podestà Magno che non terminerà il proprio mandato a causa del crollo del regime fascista[47].
- 1943 - Il 29 giugno viene inaugurata la nuova chiesa di San Paolino[48]. Il 17 agosto le truppe alleate attraversano Torregrotta dirigendosi verso il continente. In ottobre viene nominato sindaco Gaetano Mezzasalma che si dimette dopo poco più di un mese[49]. Il 7 dicembre è nominato sindaco Giuseppe Saladino[50].
- 1946 - In ottobre si svolgono le elezioni comunali per eleggere il primo consiglio comunale di Torregrotta il quale, a sua volta, elegge sindaco Giuseppe Saladino[51].
- 1952 - In maggio si svolgono le elezioni amministrative per il rinnovo del consiglio comunale il quale, nella seduta dell’8 giugno, elegge sindaco per la seconda volta Giuseppe Saladino[52].
- 1955 - Viene demolito il Riposto della Torre[53].
- 1956 - In maggio si tengono le elezioni comunali per il rinnovo dell’organo consiliare. Il 10 giugno il consiglio comunale elegge sindaco Giovanni Tripoli[54].
- 1960 - In novembre si svolgono le elezioni comunali per il rinnovo del civico consesso il quale elegge sindaco per la seconda volta Giovanni Tripoli[55].
- 1964 - L’11 ottobre, colto da un improvviso malore, muore il Sindaco Giovanni Tripoli[56]. Il 22 novembre si tengono le elezioni amministrative per il rinnovo del Consiglio Comunale che elegge sindaco Anna Scalia, vedova del sindaco Tripoli[57].
- 1967 - In marzo il tribunale di Messina dichiara l’ineleggibilità di Anna Scalia che decade dalla carica di Sindaco[58]. Il 10 aprile il consiglio comunale elegge sindaco Domenico Magliarditi il quale si dimette in agosto[59]. Il 20 agosto è eletto sindaco Andrea Nastasi[59] che si dimette il 22 dicembre[60].
- 1968 - Viene sciolto il consiglio comunale e il comune commissariato. Il Civico consesso viene rinnovato nelle elezioni amministrative di novembre. È eletto sindaco Domenico Magliarditi[61].
- 1973 - In novembre si tengono le elezioni comunali. Il rinnovato civico consesso elegge sindaco Domenico Magliarditi[62].
- 1974 - Il 3 marzo il sindaco Domenico Magliarditi è sfiduciato dal consiglio comunale che lo rielegge nella seduta dell’8 aprile[63]. Il 26 novembre è approvato il programma di fabbricazione, lo strumento che regolerà lo sviluppo urbanistico di Torregrotta per oltre 40 anni[64].
- 1976 - Il 10 aprile viene inaugurata la Chiesa di Santa Maria della Scala[65].
- 1979 - Il 3 giugno si svolgono le elezioni amministrative per il rinnovo del Consiglio Comunale il quale elegge sindaco Domenico Magliarditi[66].
- 1984 - In giugno si svolgono le elezioni comunali per il rinnovo dell’organo consiliare il quale elegge sindaco Domenico Magliarditi[67].
- 1987 - Il 23 luglio il consiglio comunale approva la mozione di sfiducia nei confronti del Sindaco Domenico Magliarditi e della giunta. Il primo settembre il Consiglio elegge la nuova giunta con Domenico Magliarditi sindaco[68].
- 1989 - In maggio si tengono le elezioni comunali per il rinnovo del civico consesso. Domenico Magliarditi è eletto sindaco[69].
- 1990 - Il 21 maggio il sindaco Domenico Magliarditi si dimette. Il 23 luglio il consiglio comunale elegge sindaco Concetto Trifilò che si dimette in agosto. Il 30 ottobre è eletto sindaco Ennio Cosenza[70].
- 1991 - In marzo si dimette il sindaco Ennio Cosenza. Il 28 marzo il civico consesso elegge sindaco Domenico Magliarditi[71].
- 1992 - Il 10 dicembre si dimette il sindaco Domenico Magliarditi, viene sciolto il consiglio comunale e commissariato il comune[71].
- 1993 - Il 21 novembre si tengono le elezioni amministrative per il rinnovo di sindaco e consiglio comunale. Dopo il turno di ballottaggio del 5 dicembre è eletto sindaco Angelo Coco senza, tuttavia, ottenere una maggioranza in consiglio comunale[72].
- 1996 - L’11 agosto si svolge la prima edizione dello slalom Torregrotta-Roccavaldina. Il 15 dicembre si tiene il referendum per la rimozione del sindaco che non ottiene il quorum per la validità[73].
- 1997 - È inaugurata la scuola dell’infanzia Vitaliano Brancati. Il 30 novembre si svolgono le elezioni amministrative per il rinnovo degli organi elettivi comunali. È eletto sindaco Antonino Caselli[74].

### XXI secolo
- 2000 - Il 25 maggio il consiglio comunale sfiducia il sindaco Antonino Caselli[75] e dal 28 giugno il comune viene commissariato[76]. Il 26 novembre si svolgono le elezioni comunali per il rinnovo del primo cittadino e del civico consesso. È eletto sindaco Angelo Coco[77].
- 2001 - Il 12 agosto viene inaugurata in piazza Unità d’Italia la statua di San Pio da Pietrelcina realizzata dall'artista Giovanni De Pasquale[78].
- 2003 - Nel corso dell’anno viene realizzato il manto in erba sintetica al comunale “P. Gangemi”[79] e inaugurata la villetta comunale “padre Santo Trimarchi”[80]. Il 29 dicembre il sindaco Angelo Coco viene sfiduciato dal consiglio comunale e il comune commissariato[81][82].
- 2004 - Il 12 e 13 giugno si svolgono le elezioni amministrative per rinnovare sindaco e consiglio comunale. È eletto primo cittadino Concetto Trifilò[83].
- 2005 - Il 9 agosto il sindaco Concetto Trifilò si dimette e il comune viene commissariato il 16 dello stesso mese[84][85].
- 2006 - L’11 giugno si svolgono le elezioni comunali per il rinnovo degli organi elettivi. Antonino Caselli è eletto Sindaco[86].
- 2009 - Il 9 agosto viene dismessa la stazione di Roccavaldina-Scala-Torregrotta[87]. Il 23 novembre è aperta al servizio viaggiatori la stazione di Torregrotta[88].
- 2010 - A maggio viene inaugurato il polo servizi[89].
- 2011 - In maggio è inaugurato il prolungamento di via Rosario Livatino tra piazza Graziella Campagna e via industriale[90]. Il 29 e 30 maggio si tengono le elezioni amministrative per il rinnovo degli organi comunali. È riconfermato sindaco Antonino Caselli[91]. Il 22 novembre la città è colpita da una alluvione lampo[92].
- 2013 - In marzo una forte mareggiata fa crollare una porzione del lungomare Rosario Livatino che viene chiuso anche al transito stradale in novembre dopo un'ulteriore mareggiata[93][94].
- 2014 - In marzo viene riaperto al transito veicolare il lungomare Rosario Livatino dopo l'intervento di messa in sicurezza della Protezione Civile[95].
- 2015 - In agosto viene chiuso l’istituto Figlie del Divino Zelo[96].
- 2016 - Il 5 e 6 giugno si svolgono le elezioni per il rinnovo di sindaco e consiglio comunale. È eletto primo cittadino Corrado Ximone[97].
- 2020 - L’8 gennaio viene riaperta la scuola dell’infanzia Madre Teresa di Calcutta dopo un importante intervento di riqualificazione[98]. Il 16 marzo è approvato il piano regolatore generale, lo strumento di pianificazione urbanistica nel territorio torrese[99].
- 2021 - L’8 marzo viene inaugurato il micro-nido comunale Primi passi[100]. Il 10 e 11 ottobre si tengono le elezioni comunali per il rinnovo degli organi elettivi. È eletto sindaco Antonino Caselli[101].
- 2022 - Il 22 gennaio è inaugurato il polo scolastico comprendente la scuola dell'infanzia Grazia Deledda e la primaria Renato Guttuso[102].
- 2023 - Il 26 maggio viene inaugurata la cupola geodetica[103]. Tra settembre e ottobre si svolgono le celebrazioni per il centesimo anniversario dell’autonomia comunale. Il 21 ottobre è inaugurato il murale Ti dedico tutto dell’artista Andrea Sposari[104].